# Xishantempel
De Xishantempel ligt in het Fenglingpark, subdistrict Daliang, district Shunde, stadsprefectuur Foshan, provincie Guangdong. En ligt vlak bij het Klokkentorenpark (鐘樓公園).
De tempel is een van de beschermde historische erfgoeden in het park. Het werd in de twintigste regeerperiode van Ming-dynastie keizer Jiajing gebouwd. Het werd meerde malen gerenoveerd. De tempel behoudt nu het uiterlijk van de tempel die sinds de regeerperiode van Qing-keizer Guangxu bestaat.
De Xishantempel eren de twee Chinese goden: Guan Yu en Guanyin.